# Vallée de l'Elbe à Dresde
La vallée de l'Elbe à Dresde est un « paysage culturel » qui dans le passé a été inscrit sur la liste du patrimoine mondial de l'Unesco. 
Classés en péril en 2006 en raison du projet de construction du pont routier à quatre voies sur l'Elbe, le pont de Waldschlösschen, les 18 km de rives, approximativement du palais d'Übigau jusqu'au château de Pillnitz, ont finalement été retirés de la liste en juin 2009 à cause de ce pont. Après le sanctuaire de l'oryx arabe, il est le deuxième site à être retiré de la liste.